# OTO-BAKA
『OTO-BAKA』（オト-バカ）は、2017年4月3日から2018年3月29日までFM OH!で放送していたラジオ番組。

## 概要
2017年4月からFM OSAKAは新コミュニケーションネームをFM OH!に改めるとともに、月曜から木曜のワイド番組を刷新する一環でこの番組を始めるもの。
この番組では、「関西の音楽フリーク「音ばか」」が出演して、毎日日替わりでテーマを設定し、それに沿って選曲して送る。

## 放送時間
- 月曜-木曜 18:00-19:30

## パーソナリティ
- 淡路祐介（月・火担当）
- 下埜正太（水・木担当）